# Aconurella monticola
Aconurella monticola är en insektsart som beskrevs av Vilbaste 1980. Aconurella monticola ingår i släktet Aconurella och familjen dvärgstritar. Inga underarter finns listade i Catalogue of Life.